# Hydroptila biankii
Hydroptila biankii är en nattsländeart som beskrevs av Ivanov 1992. Hydroptila biankii ingår i släktet Hydroptila och familjen smånattsländor. Inga underarter finns listade i Catalogue of Life.